# ストーニーポイント (ニューヨーク州)
ストーニーポイント（Stony Point）は、アメリカ合衆国ニューヨーク州のロックランド郡にある町。
人口は1万4813人（2020年）。ハドソン川西岸に位置している。名称は川に突き出した丘に由来している。1779年の「ストーニーポイントの戦い」はアメリカ独立戦争の重要な戦闘だった。

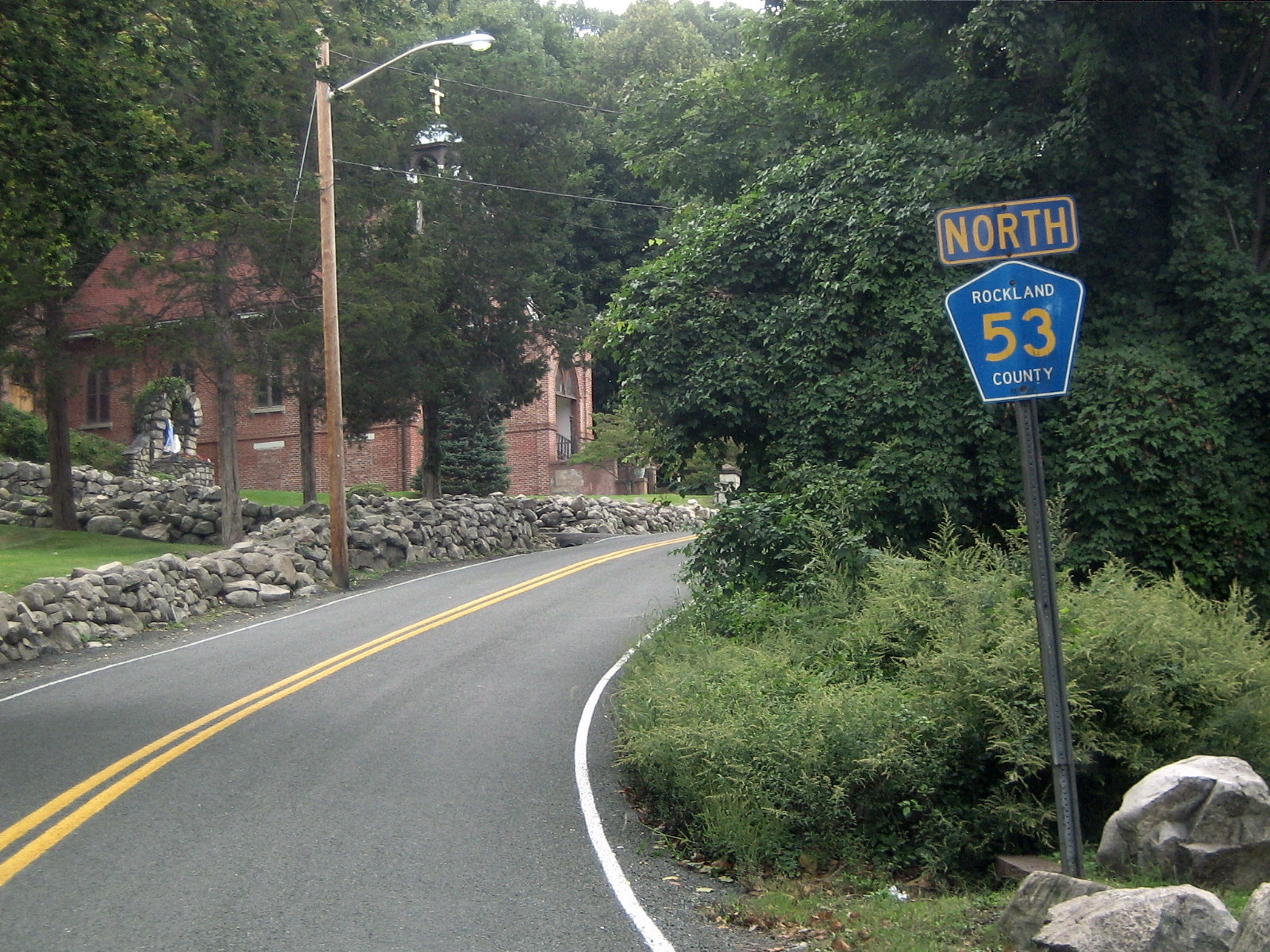
郡道53号